# Русско-казанские войны
Русско-казанские войны  — серия войн между Великим княжеством Московским и Казанским ханством с 1437 года до окончательного завоевания Казани Русским царством при Иване Грозном в 1552 году.

## Казанское ханство
Среди историков нет однозначного мнения, когда образовалось Казанское ханство. Часть специалистов[кто?] считает годом образования ханства 1438, когда Улу-Мухаммед после боя под Белевым ушёл в Казань, другие же считают, что все последующие годы Улу-Мухамед не имел постоянной базы, и сумел утвердиться в Казани лишь в 1445 году, отступив туда после битвы под Суздалем.. Существует также мнение, что можно говорить не об образовании Казанского ханства в те годы, но лишь о смене династии в уже существующем государстве, ведущем своё происхождение от Волжской Булгарии. В любом случае историки согласны, что Казанское ханство включает себя булгарский и ордынский пласты, но в вопросе их соотношения единства нет.
Казанское ханство представляло собой довольно крупную мусульманскую державу, но территория, населённая непосредственно казанскими татарами, была невелика, основная же часть территории ханства была заселена другими народами, иногда довольно слабо подчинявшимися центру. Основными занятиями жителей ханства было земледелие и стойловое скотоводство. Были развиты и некоторые виды ремёсел. Важную роль играло добывание пушнины, но в описываемое время русские утвердились на Вятке, Перми и Северном Урале, лишив таким образом ханство важного источника дохода. Кроме того, русские активно занимались рыболовством на Волге. В мирное время крупные русские рыболовные артели доходили до территории нынешней Саратовской области и ниже. Река Волга всегда являлась крупным торговым путём, и торговля играла важную роль в Казанском ханстве. Каждый год на волжском острове у Казани проходила крупная ярмарка, привлекавшая купцов из разных стран. Но после утверждения в Казани крымской династии Василий III добился перенесения ярмарки на Нижегородскую землю, где впоследствии она развилась в знаменитую Макарьевскую ярмарку. Это также нанесло крупный удар по экономике ханства.
В главе ханства стоял хан. Он должен был быть мусульманином и Чингисидом. Представители ханского рода, перешедшие в православие, лишались права на ханский престол. В последний год существования ханства главой стал единственный не Чингисид, но это было исключением, вызванным чрезвычайными обстоятельствами. Большинство из ханов, занимавших трон, выросли за пределами Казани и опирались на внешние силы. В самой Казани существовали группировки феодалов, обладавшие крупными вооружёнными силами и властью и имевшие разное мнение о развитии своего государства. За власть в ханстве боролись московская, ногайская, крымская и другие группировки. В результате за время существования ханства сменилось 15 ханов шести разных династий, причём некоторые из них занимали трон по нескольку раз. Все это делало Казанское ханство нестабильным государственным образованием.

## Политический аспект русско-казанских войн
Внутриполитические распри в Казанском ханстве вели две основные группировки: первая выступала за сохранение вассальных отношений с соседним Московским княжеством, вторая состояла из сторонников политики крымского ханства и стремилась к независимой от соседей политике. Борьба этих группировок определяла судьбу Казанского ханства на протяжении последних 100 лет его существования.
Само образование ханства связано с крупной войной, приведшей к пленению казанцами великого князя Василия Тёмного. Точные условия его освобождения неизвестны, но они были, безусловно, довольно тяжёлыми. Изменение такого порядка вещей, очевидно, стало одной из причин последующих военных столкновений. Кроме того, причиной войн были борьба за пушные ресурсы Северо-Восточной Европы и борьба за контроль над Волжским торговым путём. Безусловно, важнейшей причиной русских походов на Казань была борьба с работорговлей и воспрепятствование связанным с ней грабительским набегам.
Первоначально цели русских сводились к навязыванию ханам своей воли и заключению выгодного для себя мира. Впоследствии, убедившись в непрочности подобных договоров, русские в 1487 году подчинили себе ханство, установив над ним русский протекторат. В течение нескольких десятилетий ханы зависели от Москвы и согласовывали с ней все свои важнейшие действия, при этом русские довольно мало вмешивались во внутреннюю жизнь ханства. Но протекторат оказался недостаточно надёжным методом контроля. Несколько раз власть в Казани оказывалась в руках разных группировок, определявших взаимоотношения с другими государствами.
В 1521 году власть в Казани оказалась в руках крымской династии — конкурента России за доминирование в этом регионе. В ответ на это русские добились переноса важной для Казанского ханства и России волжской ярмарки на Нижегородчину. В те же годы русское правительство впервые построило крепость на марийской земле — Васильсурск, что вызвало неоднозначную реакцию в Московском княжестве. Были как и сторонники этого действия, так и противники, опасавшиеся, что постройка крепости может послужить причиной постоянной русско-казанской войны. Но последующие войны мало зависели от существования Васильсурска.
Вплоть до последних походов Ивана Грозного русские пытались продолжать свою линию, направленную на контроль Казанского ханства через зависимых от Русского государства ханов. Но каждый раз это оказывалось неэффективным и приводило через некоторое время к восстановлению неподконтрольной России династии, союзной Крымскому ханству. В результате по договорённости с промосковскими группировками Казани в Москве был разработан план упразднения ханства. По этому плану в Казани ставился русский наместник, подчинённый великому князю. Бывшее ханство при этом сохраняло значительную степень автономии во внутренних делах. Но этот план не был принят значительной частью казанского общества, что привело к последнему русскому походу на Казань и дальнейшей ликвидации Казанского ханства.

## Организационный и стратегический аспект

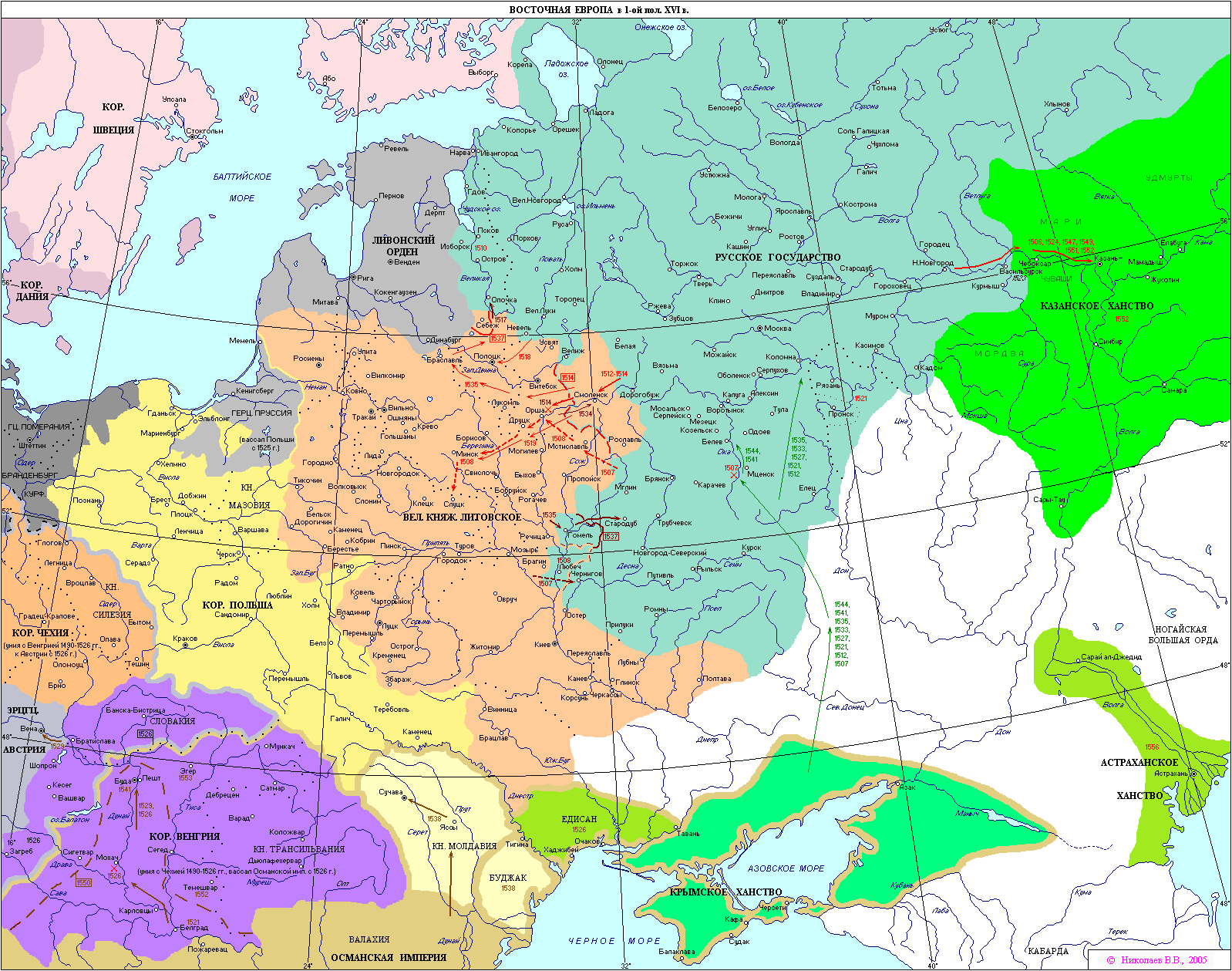
Политическая карта региона в первой половине XVI века

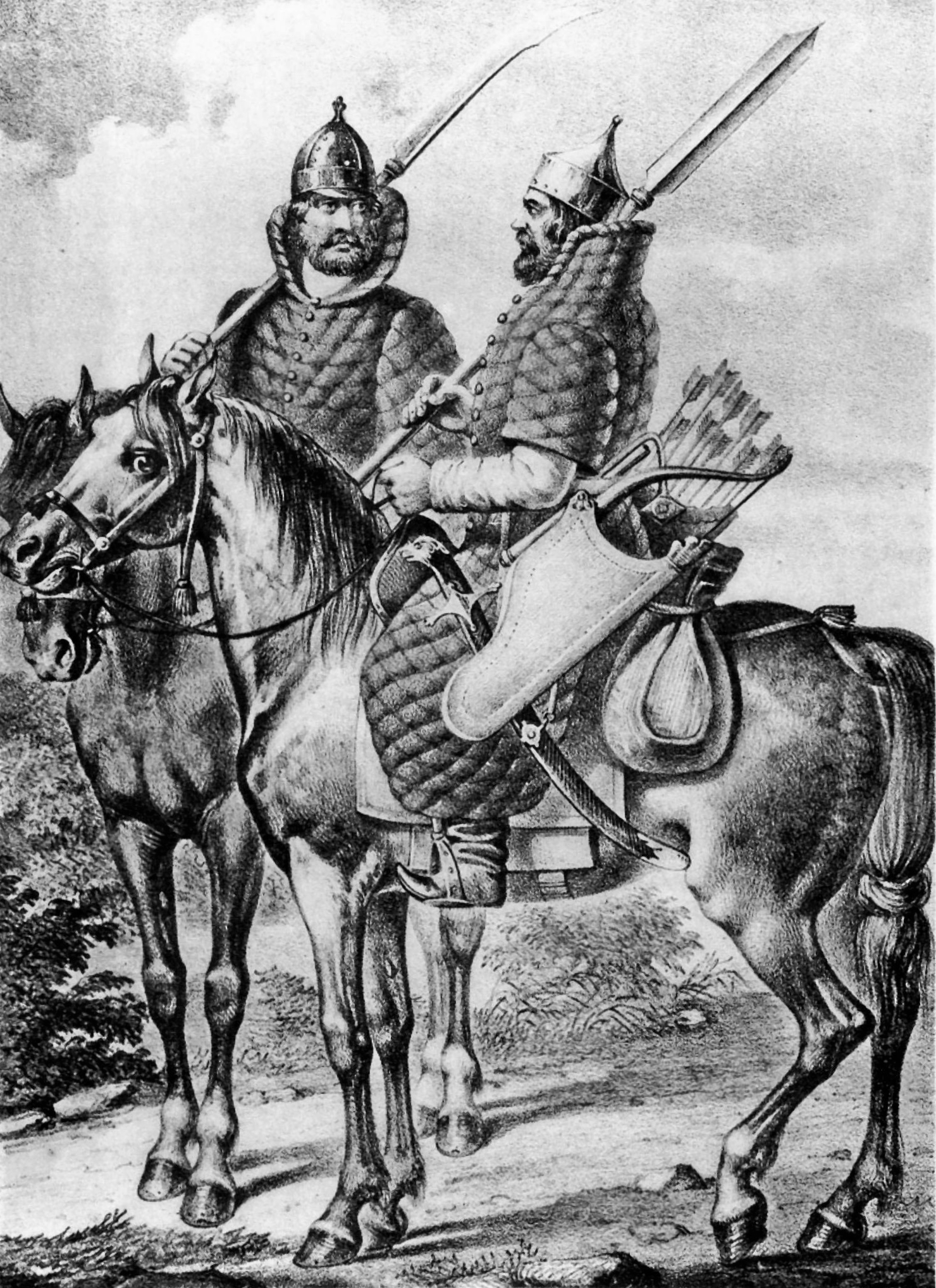
Русские ратники в тегиляях и шапках железных

Из всех государств, образовавшихся в результате распада Золотой Орды, Казанское ханство находилось ближе всех к Московскому княжеству, что облегчало организацию набегов и крупных походов. Но оно заметно уступало Московскому государству в населении, территории и ресурсах. Основные территории Руси были недоступны для казанских отрядов. Казанцы неоднократно совершали нападения на Муром, Нижний Новгород, Галич Мерьский и другие приграничные города, но до Москвы казанские войска доходили лишь дважды — в 1439 году, в тяжёлую для Руси эпоху феодальной войны, и в 1521 году совместно с крымскими войсками во время одного из крупнейших набегов крымских татар на Русь. Русские же войска доходили до Казани почти при каждом крупном походе, что накладывало заметный отпечаток на всё развитие Казанского государства.
В то же время многие русско-казанские войны сопровождались крупными военными столкновениями России с другими государствами, вследствие чего Москва могла задействовать на казанском направлении только часть своих сил.
Походы русских на Казань совершались в основном с целью установления московского протектората. В большинстве походов главными путями наступления служили судоходные реки, текущие из Руси к Казани. Волга, Кама и Вятка позволяли вторгаться в Казанское ханство одновременно с нескольких направлений, при этом были удобны для транспортировки тяжёлого вооружения и запасов. Конница обычно двигалась вдоль берега или шла полем от Мурома напрямую к Казани. Но подобный способ наступления требовал координации действия войск на пространстве в сотни и тысячи километров. Её отсутствие могло привести к тяжёлым потерям или гибели русских отрядов, что неоднократно случалось. Московские воеводы хорошо понимали важность этого аспекта боевых действий и всячески стремились добиться согласованности движения отрядов. Если в первых казанских походах постоянно наблюдается разновременность подхода войск к месту встречи, то впоследствии удаётся добиться более скоординированных действий, вплоть до того, что отряды, начавшие движение в сотнях километров друг от друга, сходятся «в един час, яко же из единого двора».
Первые походы на Казань напоминают ушкуйничью вольницу, когда воины могут сами выбрать командира, проигнорировать прямые приказы и действовать так, как считают нужным сами. Впоследствии действия русских становятся всё более организованными и дисциплинированными. Войска действуют по плану, разработанному верховным командованием. Имеют связь с руководством. Их действия координирует разрядный приказ. Русские используют новые методы войны. В походах используется всё больше артиллерии, и огнестрельного оружия. Под конец русско-казанских войн в походах участвуют стрельцы.
Казанцы, со своей стороны, при первой возможности совершают стремительные набеги на русское приграничные местности и стремительно уходят. Но им почти никогда не удаётся брать хорошо укреплённые города. Поэтому русское правительство строит новые крепости на наиболее опасных для удара казанцев направлениях. При наступлении русских войск казанцы всегда ведут активную оборону — встречают русских на дальних подступах к городу, стараются не дать им переправиться, по возможности бьют русских по частям. При подходе русских к городу казанцы делают регулярные вылазки, располагают специальный конный отряд в стороне от города в труднодоступном для русских месте и используют его для ударов по осаждающим с тыла.
Казань имела хорошо организованную крепость, которую, несмотря на множество осад, удалось взять лишь два раза — в 1487 году, когда казанцы сами открыли ворота, и в 1552 году, при использовании самых эффективных на тот момент технологий штурма.
Во всё же остальное время Казанская крепость представляла большую проблему для русских войск. Её тяжело было взять без длительного планомерного штурма и использования мощного вооружения. Но его доставка, а также доставка припасов под Казань представляла серьёзную проблему. А их потеря в результате действий казанцев или погодных факторов приводила к срыву похода, так как новое вооружение и припасы не удавалось доставить в необходимый срок.
В середине XVI века, когда русским правительством был взят курс на полное подчинение Казани, были учтены все ошибки прошлых походов. Окончательный этап завоевания Казанского ханства начался со строительства русской опорной базы в 26 верстах от Казани. Под руководством русского военного инженера Ивана Григорьевича Выродкова в сотнях километров от Казани зимой были изготовлены срубы, которые должны были стать основой будущего города. Их разобрали и весной переправили по Волге до впадения в неё Свияги, где они были в краткий срок собраны в крепостную стену. Татары не успели среагировать во время строительства, а впоследствии было уже поздно. Появление Свияжска вызвало отпадение от Казанского ханства значительных территорий. Кроме того, в течение долгого времени казачьими отрядами проводилась блокада речных путей в Казанском ханстве.
В последнем походе тяжёлое вооружение и припасы были сплавлены по Волге до Свияжска, где дожидались подхода главных сил. Главные силы, выступив из Мурома, шли двумя колоннами до русской границы, так, чтобы южная группа прикрывала северную. От русской границы они совместно дошли до Свияжска, где их ждало тяжёлое вооружение и припасы. Проведя переправу через Волгу, войска приступили к осаде Казани, которая велась решительно и планомерно. Использовались как старые, давно известные способы осады: туры, тын, осадные башни, так и новые — артиллерия и пороховые мины. Во время осады войска потеряли часть вооружения, но благодаря базе в Свияжске потери были своевременно восполнены. Несмотря на достойное сопротивление защитников Казани, им не удалось спасти ханство. 2 октября 1552 года часть крепостной стены была взорвана, и к вечеру город оказался в руках русских.

## Ход событий

### Образование Казанского ханства
В 1437 году ордынский хан Улу-Мухаммед был изгнан из Золотой Орды и появился с войском в городе Белёве, что в верховьях Оки. Желая иметь хорошие отношения с новым ханом, великий князь Василий Васильевич направил против Улу-Мухаммеда войско во главе со своими двоюродными братьями, сыновьями его дяди Дмитрием Юрьевичем Шемякой и Дмитрием Юрьевичем Красным (им отец дал одинаковое имя). В первый день братья нанесли поражение татарам, и те пытались вступить с русскими в переговоры. Уверенные в своей победе, князья отказались, но на следующий день благодаря предательству Улу-Мухамед разгромил русское войско. Улу-Мухаммед не стал задерживаться на Руси, а направился в земли Булгарского вилайета Золотой Орды, в Казань.
Утвердившись в Среднем Поволжье, хан решил восстановить господство над русскими княжествами. Свои набеги на Русь хан начал весной 1439. Заняв Нижний Новгород, он подступил к Москве и начал её осаду. Однако белокаменный Кремль так и остался неприступным. Улу-Мухаммед сжёг московские посады и отступил. На обратном пути он разграбил русские земли, занял и сжёг Коломну.
В конце 1444 года он совершил новый поход на Русь. Василий II собрал крупные войска, но после разгрома своих передовых отрядов Улу-Мухамед, не решившись вступить в бой, отступил, занявшись осадой нижегородской крепости, где «отсиживались» воеводы Фёдор Долголядов и Юшка Драница. В конце весны великий князь стал готовиться к новому наступлению против татар, но 29 июня к нему прискакали нижегородские воеводы с сообщением: «что они выбежали ночью из города, зажегши его, потому что не могли долее переносить голода: что было хлебного запасу, все переели». Узнав о падении города, великий князь вынужден был выступить в поход, не закончив подготовку, некоторые части не успели подойти.
7 июня 1445 года под Суздалем, у стен Спасо-Евфимева монастыря произошло сражение. Первоначально русские имели успех и начали преследовать неприятеля, но в итоге потерпели поражение. В плен попал сам великий князь. С большой добычей татары отступили и в Курмыше выпустили Василия II на свободу. Настоящие условия освобождения неизвестны. Летописцы приводят совершенно разные размеры выкупа. Известно лишь, что условия были довольно тяжелы, но неизвестно, насколько великий князь их выполнил. Домой князь вернулся в сопровождении крупного татарского отряда.
Улу-Мухаммед вскоре погиб, возможно от своих детей. Новым ханом стал его сын Махмуд. Другой сын Улу-Мухаммеда Касим был вынужден бежать в Русь, где получил от великого князя владения на Оке, составившие Касимовское ханство. В течение нескольких лет казанцы совершили ещё несколько набегов на Русь, закончившихся без особого успеха.

### Начало противостояния
В 1461 году во Владимире собиралось войско против татар, но удалось заключить мир. Вскоре после смерти Василия Тёмного в 1462 году начались столкновения в верховьях Камы. Но крупная война разразилась лишь в 1467 году.
В Казани умер хан Халиль, и одна из властных группировок призвала имевшего права на престол дядю Халиля, царевича Касима. Заинтересованный в таком варианте воцарения дружественного правителя, Иван III 14 сентября 1467 года направил для его поддержки рать под командованием воевод Ивана Васильевича Стриги Оболенского и князя Даниила Дмитриевича Холмского. Между тем в самой Казани большинство поддержало нового хана Ибрагима, и в устье Свияги войско было встречено казанцами, которые не дали русским переправиться. Попытка захватить татарские суда кончилась неудачей, и войско было вынуждено отступать от Казани в очень трудных условиях. Первый крупный поход русских на Казань закончился полной неудачей.

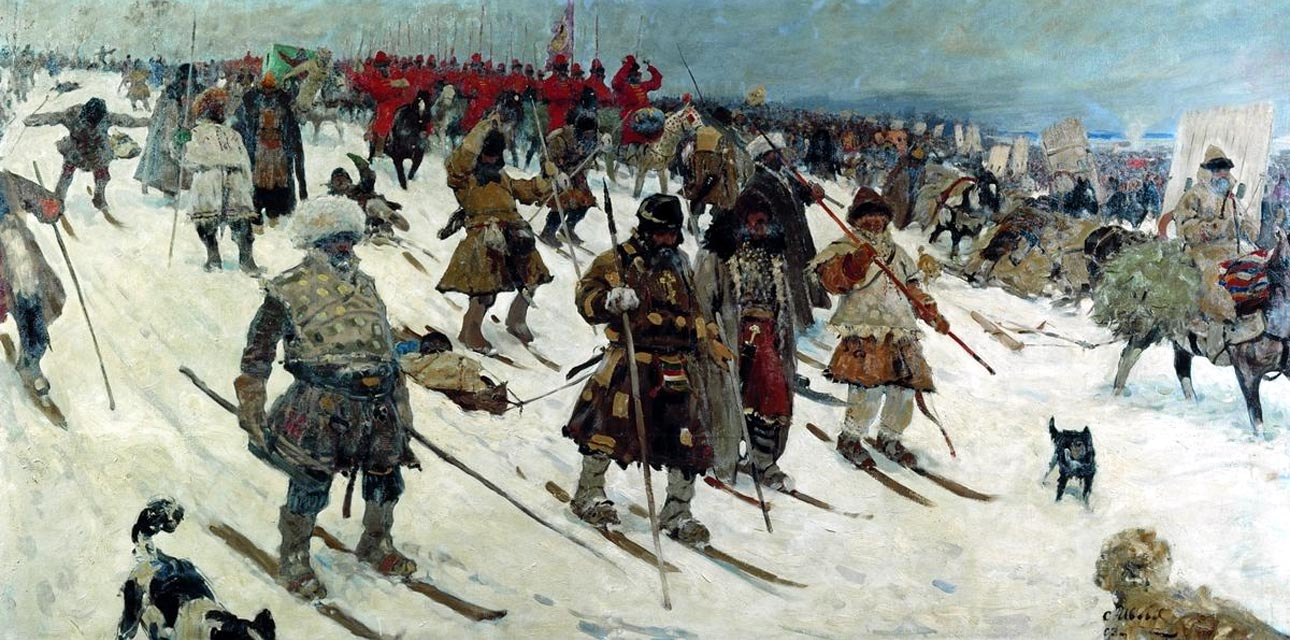
Поход Войска Московской Руси, XVI век, картина Иванова С. В. 1903

В ответ казанцы напали на Галич (Галич-Мерьский), разграбили окрестности, но города взять не смогли и вынуждены были отступить. 6 декабря русские вышли из Галича в лыжный поход под руководством князя Семёна Романовича Ярославского. Пройдя лесами, они неожиданно напали на «землю черемисов», страшно её разграбив, не дойдя до Казани всего лишь день пути. Были совершены и другие взаимные набеги.
Летом 1468 года «застава» князя Фёдора Семёновича Ряполовского разгромила в битве у Звеничева бора, что в 40 верстах от Казани, отборное татарское войско. Другой русский отряд спустился по р. Вятке в Каму и начал действовать во вражеском тылу. Обеспокоенные этим татары совершили поход на Вятку и вывели её из войны. В городе были оставлены татарские представители, но сами условия мира были довольно мягкими, главным было условие не поддерживать московские войска. В итоге небольшой русский отряд в 300 человек под руководством воеводы Ивана Дмитриевича Руно оказался отрезанным. Несмотря на это, он продолжал действовать в казанском тылу. Против него был направлен татарский отряд. При встрече противники покинули насады и бились на берегу в пешем строю. Русские одержали победу. Впоследствии русский отряд вернулся домой кружным путём.
В 1469 году русские войска начали готовиться к новому наступлению на Казань. Основное войско под руководством воеводы Константина Александровича Беззубцева должно было спуститься на судах из Нижнего Новгорода, другой отряд должен был пройти тысячи километров по Вятке и Каме и прибыть к Казани одновременно с основными силами. Для осуществления плана требовалось скоординировать действия отрядов на пространстве в тысячи вёрст. Это не удалось.
Выход нижегородского отряда задерживался, и тогда великий князь приказал воеводе Беззубцеву отправить на Казань отряд добровольцев. Они должны были разграбить территорию ханства, но не приближаться к Казани. Но добровольцами оказались почти все находившиеся в то время в Нижнем Новгороде воины. Они объединились в отряд, выбрали воеводой Ивана Руно и направились в поход. Несмотря на приказ, они отправились прямо на Казань. На третий день пути, на рассвете 21 мая московские суда добрались до города. Нападение было неожиданным. Русские сумели освободить большое количество пленников, взять добычу и сжечь посад, после чего отступили на волжские острова, ожидая подхода основных сил. Через несколько дней татары попытались разгромить этот отряд, но были отброшены. Воевода Беззубцев с отрядом поспешил на помощь Ивану Руно, но сил у объединённого войска было недостаточно. Они ожидали подхода северной рати с Камы и других сил, но вскоре у них кончились припасы, и они, не имея никаких известий от других отрядов, начали отступать. Во время отступления русские получили ложное известие, что заключён мир. В воскресенье 23 июля на Звеничевом острове русские остановились, чтобы отслужить обедню, но в это время подверглись нападению татар с реки и берега. Русскому войску пришлось с боем уходить в Нижний Новгород.

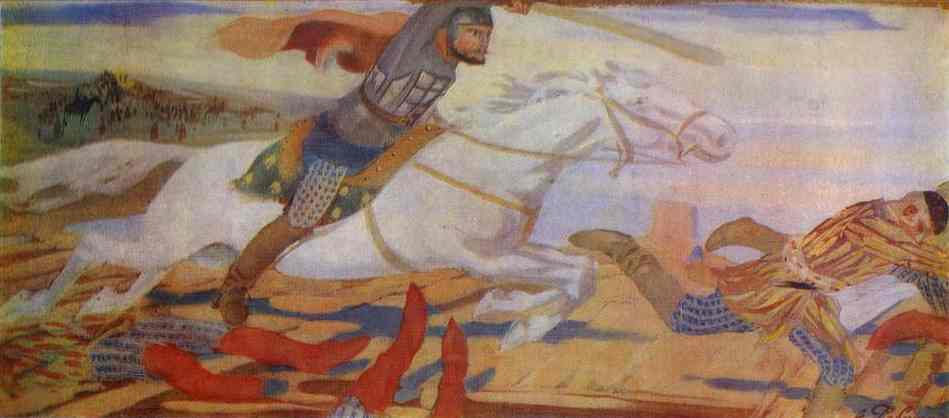
А. П. Рябушкин. «Князь Ухтомский в битве с татарами на Волге в 1469 году» (1904)

Северная рать под руководством Даниила Васильевича Ярославского задержалась в пути и в то время была ещё на Каме. Она не получила ожидаемой поддержки вятчан, более того, татарские представители в Вятке сообщили в Казань все сведения о составе и движении русского отряда. По дороге русские получили ложное известие о заключении мира, что притупило их бдительность. Татары собрали крупные силы и у впадения Камы в Волгу преградили русской флотилии путь, перекрыв Волгу связанными судами. Русские пошли на прорыв. В жестокой битве погибло около половины войска. Пал главный воевода. Принявший командование князь Василий Ухтомский довёл прорвавшийся русский отряд до Нижнего Новгорода. По приходе в город бойцы были награждены и вооружены за казённый счёт.
1 сентября русское войско снова подошло к Казани. Город был окружён, вылазки татар отбиты. Вскоре русские перекрыли доступ казанцев к воде. Татары пошли на переговоры. Был заключён выгодный для русских мир и выданы все русские рабы.
Война ознаменовала собой коренной перелом в русско-казанских отношениях. На девять лет из летописи исчезли сообщения о враждебных действиях казанцев. Это был первый крупный русский внешнеполитический успех за долгое время.
В 1478 году в Казани получили ложную весть, что Иван III потерпел серьёзное поражение в войне с Новгородом. Пытаясь воспользоваться моментом, хан послал войско на Вятку, но при получении известий о победе московского князя приказал ему отступить.
Русские отправили на Казань судовую рать под руководством князя Хрипуна Ряполовского и воеводы Василия Фёдоровича Образца Симского, но погодные условия и неорганизованность помешали приступу. Одновременно владения казанцев разоряли устюжане и вятчане. Вскоре был заключён мир.
В 1479 году умер хан Ибрагим и в Казани началась борьба за власть. С помощью ногайцев победил Ильхам. Один из его братьев, Мухаммед-Амин, бежал в Москву, другой, Абдул-Латиф, бежал с матерью в Крым. В 1482 году русские готовились к походу на Казань. В Нижнем Новгороде готовилось войско, была собрана артиллерия под руководством Аристотеля Фиораванти, но хан прислал послов и был заключён мир.
В Казани снова начались внутренние усобицы, в которые активно вмешались русские. В 1484 году московские войска снова ходили на Казань и при поддержке московской партии посадили на ханство Мухаммед-Амина. В последующем власть неоднократно переходила от одного хана к другому, и в итоге в 1486 году Мухаммед-Амин был вынужден бежать на Русь.

### Первое взятие Казани. Установление русского протектората
В 1487 году Московское княжество организовало большой поход против Казани. Им руководили лучшие московские воеводы: князья Даниил Дмитриевич Холмский, Иосиф Андреевич Дорогобужский, Семён Иванович Хрипун Ряполовский и Семён Романович Ярославский. 11 апреля войско выступило в поход. Ильхам выступил навстречу, но был разбит в устье Свияги. 18 мая началась осада Казани. Казанцы неоднократно делали вылазки, с тылу русских тревожил конный отряд Али-Газы, но вскоре он был разгромлен, а город плотно обложен. 9 июля Казань капитулировала. Русские вступили в город и посадили в нём своего ставленника Мухаммед-Амина и наместником Дмитрия Васильевича Шеина. Ильхам с семейством был вывезен в Россию, где и скончался.
В Москве отметили победу празднествами и колокольным звоном, о победе был оповещены иностранные государства, а Иван III принял титул князя Болгарского. Казанское ханство не могло вести деятельность, неугодную великому князю, даже на женитьбу хан испрашивал разрешения у Ивана III, но во внутреннюю жизнь ханства русские особо не вмешивались. При этом не отмечается территориальных изменений, нет известий и о постоянной дани.

### Протекторат
В 1490 году восточная партия призвала на престол сибирского хана Мамуку Шейбанида. Узнав о заговоре, Мухаммед-Амин призвал на помощь русские войска. Мамука отступил, его сторонники бежали из города. Хан Мухаммед-Амин отпустил русские войска, но, как оказалось, зря. Мамука подошёл к городу, и вошёл в него без сопротивления. Мухаммед-Амин бежал на Русь. Но новый хан вскоре восстановил против себя даже своих яростных сторонников. Он ввёл высокие налоги, грабил горожан, сажал в тюрьму князей. В итоге, когда он отправился в поход против неподчинившегося ему города, казанцы бросили его и вернулись в город. Казань приготовили к обороне, и Мамуке пришлось уйти из ханства. Вскоре он умер.
Казанцы обратились к Ивану III с просьбой прислать им нового хана, но не Мухаммед-Амина, а его брата Абдул-Латифа. Он воспитывался при дворе Крымского хана (Крым тогда был союзником Руси), но последние годы жил на Руси. Великий князь выполнил их просьбу.
В 1499 году Казань снова подверглась опасности со стороны сибирских татар, и по просьбе хана в ней расположился русский отряд. В следующем году он участвовал в защите Казани от нападения ногайцев. Через некоторое время Абдул-Латиф перестал удовлетворять казанцев, и его противники тайно обратились к Москве с просьбой сменить хана. В 1502 году русские представители явились в Казань и с помощью казанцев схватили Абдул-Латифа и поставили прежнего хана, Мухаммед-Амина.

### Война 1505—1507 года
В 1505 году в ожидании скорой смерти Ивана III казанский хан Мухаммед-Амин внезапно начал войну с Россией. 24 июня были перебиты и пленены множество русских, находившихся в пределах казанского ханства. Были арестованы княжеские послы Михаил Степанович Кляпик Еропкин и Иван Брюхо Верещагин. Было захвачено имущество множества русских купцов, прибывших в Казань на ярмарку. Русское правительство было захвачено врасплох. 30 августа татаро-ногайское войско перешло Суру и вскоре сожгло нижегородский посад. Город был не готов к обороне, в нём почти не было войск. Воевода выпустил из тюрьмы пленных литовцев, взятых в битве на Ведроши. Один из них удачным выстрелом из пушки сумел убить ногайского мурзу, после чего между казанцами и ногайцами начались столкновения и нападавшие были вынуждены отступить. При отступлении ногайцы разграбили не только русские, но и казанские земли.

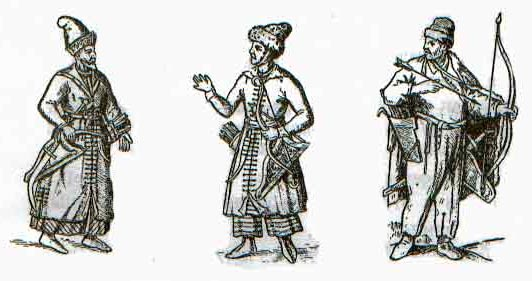
Воины Казанского ханства

В апреле 1506 года новый великий князь Василий III направил против Казани крупное войско во главе со своим братом Дмитрием Ивановичем Угличским и Фёдором Ивановичем Бельским. Основные силы двигались по реке, по берегу шёл конный отряд под руководством князя Александра Владимировича Ростовского. 22 мая судовая рать высадилась под Казанью и отправилась к городу. Татары связали их боем, а затем нанесли удар с тыла. Русские потерпели серьёзное поражение. Было множество убитых и пленных. Один из воевод, Дмитрий Васильевич Щеня, был взят в плен и через месяц казнён.
Узнав о поражении, Василий III выслал на подмогу отряд во главе с князем Василием Даниловичем Холмским и приказал воеводам не вступать в бой с татарами до подхода всех сил. 22 июня к остаткам судовой рати подошла конница князя Ростовского и 25 июня русское руководство, не дожидаясь подхода других войск и ослушавшись приказа великого князя, начало новый приступ. Русские потерпели поражение, потеряли все пушки и вынуждены были отступать. Они уходили из Казани двумя отрядами. Рать на судах ушла вверх по Волге в Нижний Новгород. Конный отряд под руководством воеводы Фёдора Михайловича Киселёва и татарского царевича Джаная, участвовавшего в походе на стороне русских, уходил полем в Муром. Не доходя 40 километров до русской границы, проходившей по Суре, отряд был настигнут татарами, но отбился и ушёл к своим.
Русские готовились к новому большому походу на Казань в 1507 году, но Мухаммед-Амин прислал послов, и был заключён мир на старых условиях. Русские пленные были освобождены. Благодаря победе над русскими внутреннее положение хана окрепло, и он царствовал в Казани до своей смерти в 1518 году.

### Утверждение крымской династии
В 1518 году хан Мухаммед-Амин умер, не оставив наследника. За несколько лет до его смерти казанцы просили московского князя назначить наследником Абдул-Латифа, находящегося в России, но он умер раньше Мухаммед-Амина. Казанцы прислали в Москву послов, и Василий III дал им в ханы касимовского царевича Шах-Али. Его род был непримиримым врагом крымских ханов.
Шах-Али был несовершеннолетним, и большое влияние на государственные дела при нём имели русские представители Фёдор Андреевич Карпов и Василий Юрьевич Бушма Поджогин. Вскоре новое правительство потеряло популярность, в Казани возник заговор. Заговорщики призвали брата крымского хана Сахиб-Гирея, и когда он весной 1521 года подошёл к городу, произошло восстание. Русские, находившиеся в городе, были перебиты или взяты в плен. Шах-Али бежал в Москву.

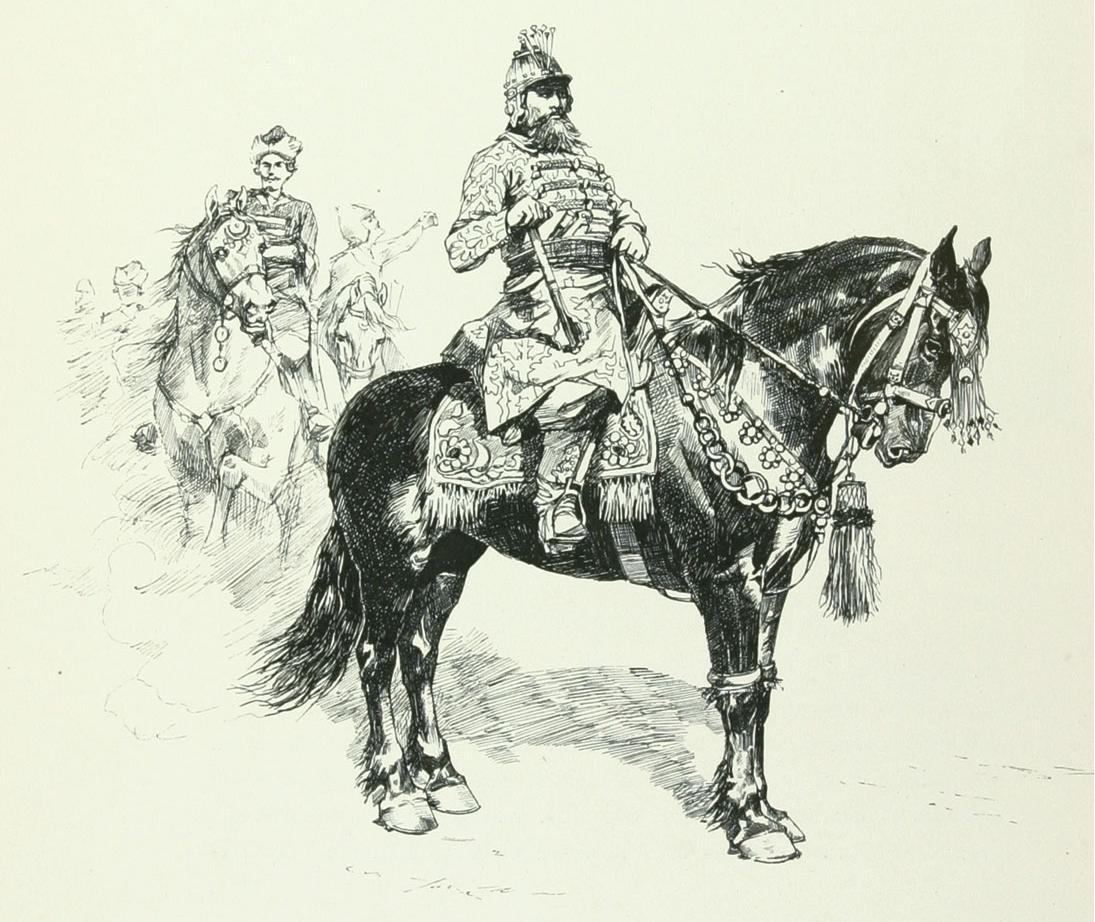
Василий III

В том же 1521 году крымские и казанские татары совершили одно из самых опустошительных нашествий на Русь. Совместно с ними действовали и литовские отряды. Враг дошёл до Москвы и разорил все окрестности. Василий III был вынужден дать крымскому хану грамоту, где обещал выплачивать дань, после чего татары повернули домой. Проходя мимо Рязани, где находился русский гарнизон, крымские татары решили завладеть городом и вступили в переговоры с воеводой Иваном Васильевичем Хабар Симским, требуя покорности, поскольку Василий III признал себя данником крымского хана. Воевода потребовал показать ему грамоту. Поскольку копию сделать не успели, в город доставили подлинник, рассчитывая ворваться в крепость, когда внимание русских будет отвлечено. Но русские были начеку и, получив грамоту, открыли огонь по находящимся у города врагам. Татары были вынуждены бежать.
На следующий, 1522 год русские организовали надёжную оборону южного рубежа, и крымский хан не решился на нападение на Русь, а направил войска на Астрахань, но во время похода был убит ногайцами, которые потом разорили все Крымское ханство. На некоторое время Крыму стало не до Руси. В то же время был заключён мирный договор с Литвой. Единственным противником Русского государства осталось Казанское ханство.
В это время Сахиб-Гирей казнил бывшего у него в плену посла Василия Юрьевича Бушму Поджогина и русских купцов, что вызвало серьёзное недовольство русских.
В сентябре 1523 года начался новый поход против Казани. Судовая рать дошла до Казани и, разорив берега и окрестности, вернулась назад. Конное войско, дойдя до Свияги, нанесло поражение крупному татарскому отряду. Пока эти войска отвлекали внимание татар, русские построили в устье Суры крепость Василь-город (Васильсурск). Крепость была построена на правом, казанском берегу. Впервые русские присоединили часть казанской земли. Это вызвало неоднозначную реакцию, митрополит Даниил и духовенство всячески поддерживало присоединение казанских земель, но раздавались голоса, что при наличии Васильсурска будет невозможен мир с Казанью.
17 октября 1523 года татары совершили большой набег на Галич (в окрестностях Костромы). Города не взяли, но разорили окрестности. Но казанского хана, видимо, больше интересовал крымский престол, поэтому вскоре он отправился в Крым и больше никогда не возвращался в Казань. Новым ханом стал его племянник Сафа-Гирей.
В 1524 году русские направили на Казань крупное войско во главе с Шах-Али. Судовая рать выступила 8 мая, конная 15 мая. В июле судовая рать под командованием Ивана Фёдоровича Бельского высадилась под Казанью и стала ожидать подхода кавалерии. Татары попытались их атаковать, были отбиты, но постоянно тревожили русских нападениями. Конный отряд под командованием Ивана Васильевича Хабар Симского и Михаила Семёновича Воронцова разгромил противостоящих ему татар, но задержался в пути. У стоявшего под Казанью русского войска заканчивались припасы. Для их доставки из Нижнего Новгорода вышла флотилия под руководством князя Ивана Фёдоровича Палецкого. По берегу её сопровождал конный отряд. Недалеко от будущего Козьмодемьянска русские подверглись нападению казанцев и дошли до Казани лишь с большими потерями.
15 августа 1524 года все русские полки соединились и начали осаду Казани, но безуспешно. Вскоре русские сняли осаду и ушли в обмен на обещание татар прислать в Москву послов для переговоров. После ухода русских ханство было разорено ногайскими набегами, поэтому казанцы были кровно заинтересованы в установлении мира с Москвой. Он был заключён в том же году. Наученные горьким опытом многократных избиений купцов, русские добились переноса Казанской ярмарки в Нижний Новгород; из неё впоследствии выросла Макарьевская ярмарка.

### Война 1530—1531 годов
В 1530 году казанцы сотворили «нечисть и срамоту» русскому послу Андрею Фёдоровичу Пильмеву. В мае 1530 года русские направили против Казани судовую и конную рати. Судовая рать под руководством Ивана Фёдоровича Бельского и Михаила Васильевича Горбатова добралась до Казани без затруднений. 10 июля к ним присоединилась конная рать Михаила Львовича Глинского и Василия Андреевича Шереметьева. Татары хорошо подготовились к войне, на помощь им пришли отряды ногайцев и астраханцев, на реке Булаке был построен острог, откуда они собирались тревожить русских внезапными нападениями.
В результате первых боёв русский отряд Ивана Фёдоровича Овчины Оболенского полностью разгромил острог на Булаке и перебил большинство защитников. Русские начали обстрел города. Хан Сафа-Гирей бежал, казанцы были готовы заключить мир. По рассказам некоторых летописей, город какое-то время оставался практически без защиты и русские могли вступить в него без сопротивления, но воеводы Бельский и Глинский затеяли местнический спор и время было упущено. Началась буря, казанцы совершили вылазку, захватили значительное количество вооружения и припасов и нанесли серьёзный урон русским войскам. Погибло пять воевод, включая главного воеводу передового полка князя Фёдора Васильевича Лопату Оболенского.
Русские пытались продолжить осаду, но 30 июля начали отступление. Иван Бельский был приговорён к смертной казни, но впоследствии помилован.
Татары прислали послов в Москву для переговоров, но вернувшийся в Казань Сафа-Гирей всячески их саботировал. Среди казанцев возник заговор против него. Узнав о нём, Сафа-Гирей начал репрессии и хотел убить русского посла, но произошло восстание и хану пришлось бежать. Казанцы обратились к Василию III дать им в новые ханы Джан-Али, младшего брата Шах-Али. Новый хан во всём слушался великого князя. Вскоре он женился на Сююмбике.

### Война с Сафа-Гиреем
Вскоре после смерти Василия III (1533) в Казани произошёл переворот, Джан-Али был убит и на престол снова взошёл Сафа-Гирей, чей дядя Сахиб-Гирей к этому времени стал крымским ханом. Многим сторонникам России пришлось бежать из Казани.
Началась новая война. Казанские отряды доходили до Балахны, Нижнего Новгорода и Гороховца. Летом казанцы разгромили под Костромой русский отряд, убив костромского воеводу князя Петра Васильевича Пёстрого Засекина и воеводу Меншика Полева.
Зимой 1537 года татары внезапно напали на Муром, но крепость взять не смогли и отступили к Нижнему Новгороду. Русская сторона отреагировала строительством новых городов, укреплением старых и установкой застав. В 1538 году планировался поход на Казань, но под давлением Крыма русское правительство вступило в переговоры с Казанским ханством. Они тянулись до 1539 года когда татары неожиданно напали на Муром, и произвели набег на галичские и костромские места. У Плёса произошло жестокое сражение русских с татарами, погибло четыре воеводы, но казанцы были разбиты и отбит весь полон.
18 декабря 1540 года татары снова напали на Муром, города опять не взяли и ушли. Касимовские татары Шах-Али сумели отбить у них часть полона.
Москва заключила мир с Литвой и стала готовиться к войне с Казанью и Крымом. В 1541 году крымский хан с большим войском подошёл к Оке, но, увидев множество русских войск, сказал: «Вы мне говорили, что великого князя люди в Казань пошли, что мне и встречи не будет, а я столько нарядных людей в одном месте никогда и не видывал». После чего отступил, но поход русских на Казань не состоялся.
В 1545 году произошёл новый поход русских на Казань. Вышло три отряда из трёх разных пунктов, при подходе их к городу им должны были помочь сторонники русских в Казани. Войско под руководством князя Семёна Ивановича Пункова (Микулинского), вышедшее из Нижнего Новгорода, и отряд князя Василия Семёновича Серебряного вышедший из Вятки, встретились под Казанью точно по плану «в един час, яко же из единого двора». Но переворот в Казани не совершился, и русские вынуждены были отступить. Третий отряд, шедший из Перми под руководством князя Львова, задержался в пути и был уничтожен казанцами.
После ухода русских Сафа-Гирей усилил репрессии против недовольных, но несмотря на это, в январе 1546 года в Казани произошёл переворот. Сафа-Гирей бежал. Вернулся с астраханским отрядом, но был отбит. Ханом вновь стал русский ставленник Шах-Али, но казанцы отказались пускать в город русский гарнизон. Шах-Али продержался на ханстве только месяц и бежал при приближении Сафа-Гирея с новыми силами. Сафа-Гирей, войдя в город, начал массовый террор. У власти встали представители крымцев. Русская партия в Казани была разгромлена, многие её сторонники были убиты.
В феврале 1547 года русское войско ходило в казанские земли по просьбе горных марийцев.

### Казанские походы Ивана Грозного
Осенью 1547 года Иван Васильевич был коронован русским царём. В декабре 1547 он вышел в поход из Владимира, в феврале вышел из Нижнего Новгорода. Другой отряд выступил с Мещёры. Из-за аномально тёплой зимы бо́льшая часть артиллерии провалилась под лёд. Понимая, что Казань будет невозможно взять, Иван Грозный вернулся с острова Работок в Москву, отправив войско на Казань. Русские отряды соединились 18 февраля и разгромили войско Сафа-Гирея под Казанью, 7 дней грабили окрестности, но из-за отсутствия тяжёлого вооружения вынуждены были вернуться. Татары ответили набегом на костромские земли, но были разбиты.
В начале 1549 года Сафа-Гирей неудачно ударился головой об умывальник и умер. Казанский престол снова стал вакантным. Ханом сделали его двухлетнего сына Утамыш-Гирея, именем которого правила его мать Сююмбике. В течение 1549 года русские не могли организовать поход на Казань из-за крымской опасности.
Новый поход готовился основательно. 20 декабря 1549 года из Владимира вышло войско под командованием воевод Василия Михайловича Юрьева и Фёдора Михайловича Нагого. В поход войско провожал митрополит Макарий. 23 января 1550 года войска выступили из Нижнего Новгорода, 12 февраля подошли к Казани. 11 дней русское войско осаждало Казань, но внезапно началась сильная оттепель с дождём, местность затопило, погибло много припасов и вооружения. Подвезти новое было невозможно, и русские отступили в Нижний Новгород.
Одной из причин русских неудач была оторванность русских от своих баз и отсутствие опорного пункта вблизи Казани. Поэтому было решено построить крепость в 26 верстах от Казани при впадении Свияги в Волгу. Под руководством дьяка разрядного приказа Ивана Григорьевича Выродкова зимой 1550/51 годов на верхней Волге в Угличском уезде в вотчине князя Ушатого началось строительство срубов и других конструкций, которые должны были составить основу будущей крепости.
Весной 1551 года конный отряд Петра Семёновича Серебряного внезапно напал на Казань и разграбил окрестности. Множество казачьих отрядов рассеялось по Казанскому ханству, перерезав реки и другие пути сообщения. Под прикрытием этих действий 24 мая к устью Свияги подошёл русский речной караван с разобранной крепостью. Её собрали из готовых частей за четыре недели. Заготовок немного не хватило и 7 % стены пришлось доделывать на месте.
Основание Свияжска произвело огромное влияние на окрестные народы, почти вся горная сторона Волги перешла в русское подданство. Положение Казани становилось всё труднее, блокада водных путей затрудняла доставку припасов и вызывала недовольство в городе. Представители Крымского ханства числом 300 человек попытались вырваться в Крым, но из-за перекрытых дорог им пришлось идти окружными путями. Они были перехвачены русскими во время переправы через Вятку и в бою почти все погибли. Оставшиеся в живых были казнены в Москве.
После бегства крымцев казанцы вступили в переговоры с русскими, выдали малолетнего хана с родственниками, признали ханом Шах-Али и выдали русских пленных. Вместе с новым ханом в Казань вошёл небольшой отряд русских. Основные силы московского войска вернулись домой. Московское правительство не собиралось возвращать казанцам присягнувшую Москве горную сторону Волги, и это вызвало недовольство многих татар. Шах-Али начал репрессии против своих противников, но это не улучшило положение вещей. Возникло опасение, что он не удержится на троне. В это время среди московского руководства и части казанской элиты возникла идея смещения хана и отдачи ханства под власть московского наместника. Проект предполагал большую долю автономии ханства во внутренних делах.
Опасаясь расправы со стороны казанцев, хан тайно переправил в Свияжск часть оружия и 6 марта, во время поездки на рыбалку, уехал в Свияжск и там остался. В Казань были отправлены известия о новом порядке вещей, многие казанцы принесли присягу. Будущий наместник прислал в город обоз и направился в Казань, чтобы встать там с гарнизоном. Но при подходе к городу от отряда оторвались три татарина, бывших до этого в свите хана. Они первыми ворвались в город, закрыли ворота и призвали народ к сопротивлению.

Поход на Казань в 1552 году

Когда подошёл русский отряд, враги русских уже взяли власть. Событие было настолько неожиданным, что множество русских, находившихся в городе, были схвачены. Подошедшие войска простояли под городом целый день, ведя переговоры, но вынуждены были отступить. При этом не было сделано ни одного выстрела и не тронут посад. Стороны надеялись решить дело миром.
Новым казанским ханом стал астраханский царевич Едигер. Вскоре начались боевые действия, а схваченные во время переворота русские были казнены. Русское правительство стало готовиться к новому большому походу на Казань. Русские отряды снова перекрыли все пути в Казанском ханстве.

### Казанское взятие

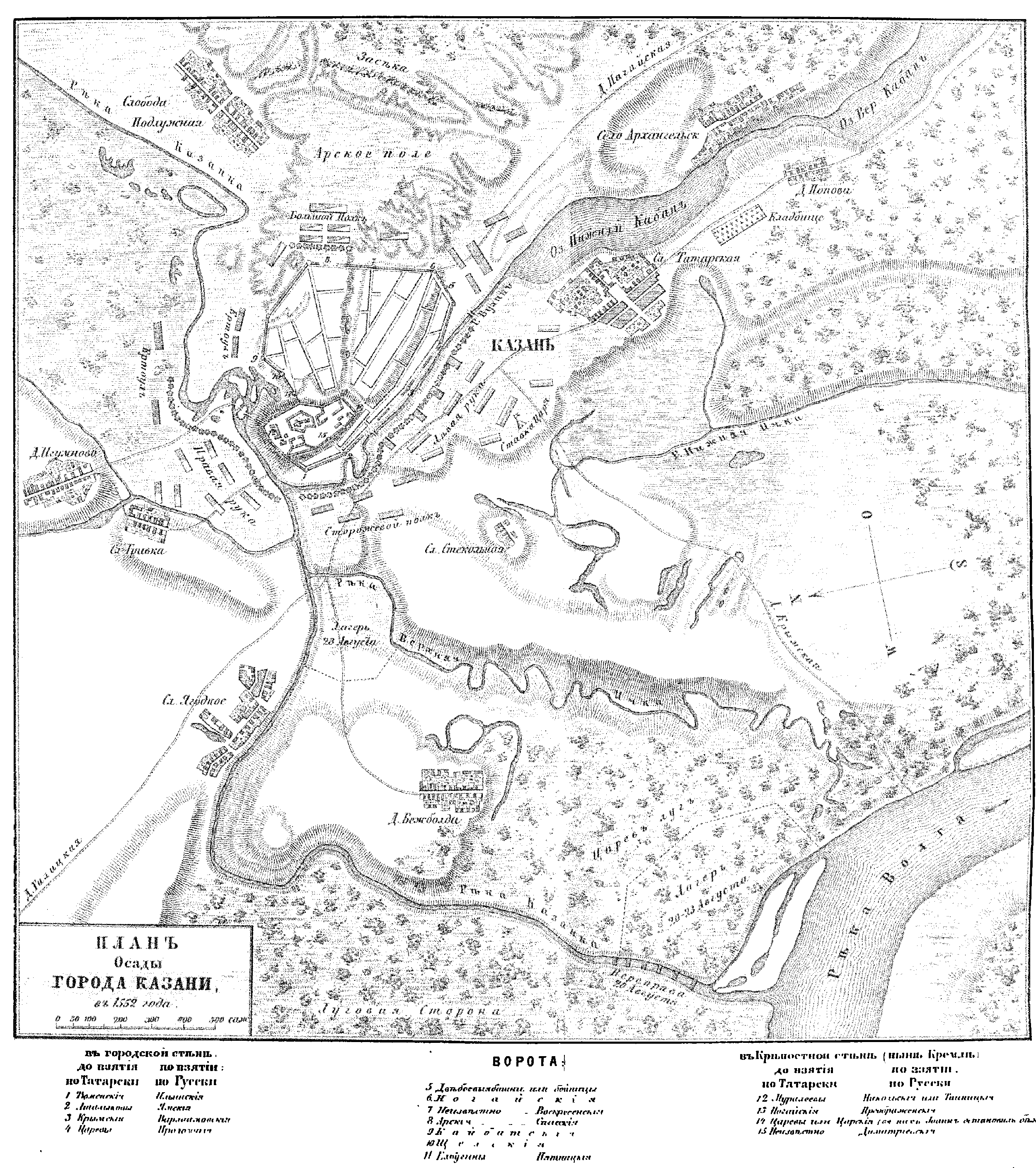
Взятие Казани (1552)

В поход готовились большие силы. В нём должен был участвовать сам царь. Крымские союзники казанцев напали на русские границы, но задержали поход только на 4 дня. 3 июля русское войско выступило в поход. Тяжёлое вооружение и припасы были отправлены на судах в Свияжск, основные же силы шли по суше двумя колоннами. В северную колонну под руководством царя входили Сторожевой полк, Государев полк и Полк левой руки, в южную — Большой полк, Передовой полк и Полк правой руки. Северная колонна шла от Владимира через Муром на Алатырь, южная — от Рязани через Мещеру. Они встретились за Сурой у Борончеева городища. 13 августа объединённое русское войско достигло Свияжска. 23 августа началась последняя осада Казани.
Казанцы хорошо подготовились к штурму, крепость сильно укрепили. В 15 верстах от Казани был построен острог, где находился крупный конный отряд для нападения на русских с тыла. Подступы к острогу прикрывали болота и засеки. В самом начале осады 24 августа произошла сильная буря, погибло множество припасов и оружия. В предыдущие походы это привело бы к срыву операции. Но на этот раз у русских была база в Свияжске, из которой были доставлены новые припасы.
Казанцы, по своему обыкновению, активно защищались. Первый удар они нанесли сразу же при приближении русских к городу, но был отражены огнём стрельцов. Вскоре Казань была окружена траншеями, турами и тыном. Были построены осадные башни. Отряд Епанчи, находившийся в остроге, сильно тревожил русских. Во время одного из нападений погиб воевода Третьяк Иванович Лошаков. После этого русское командование разработало операцию по уничтожению вражеского отряда. Отряды князей Горбатого и Серебряного выманили врага притворным отступлением и разгромили. Острог был уничтожен.

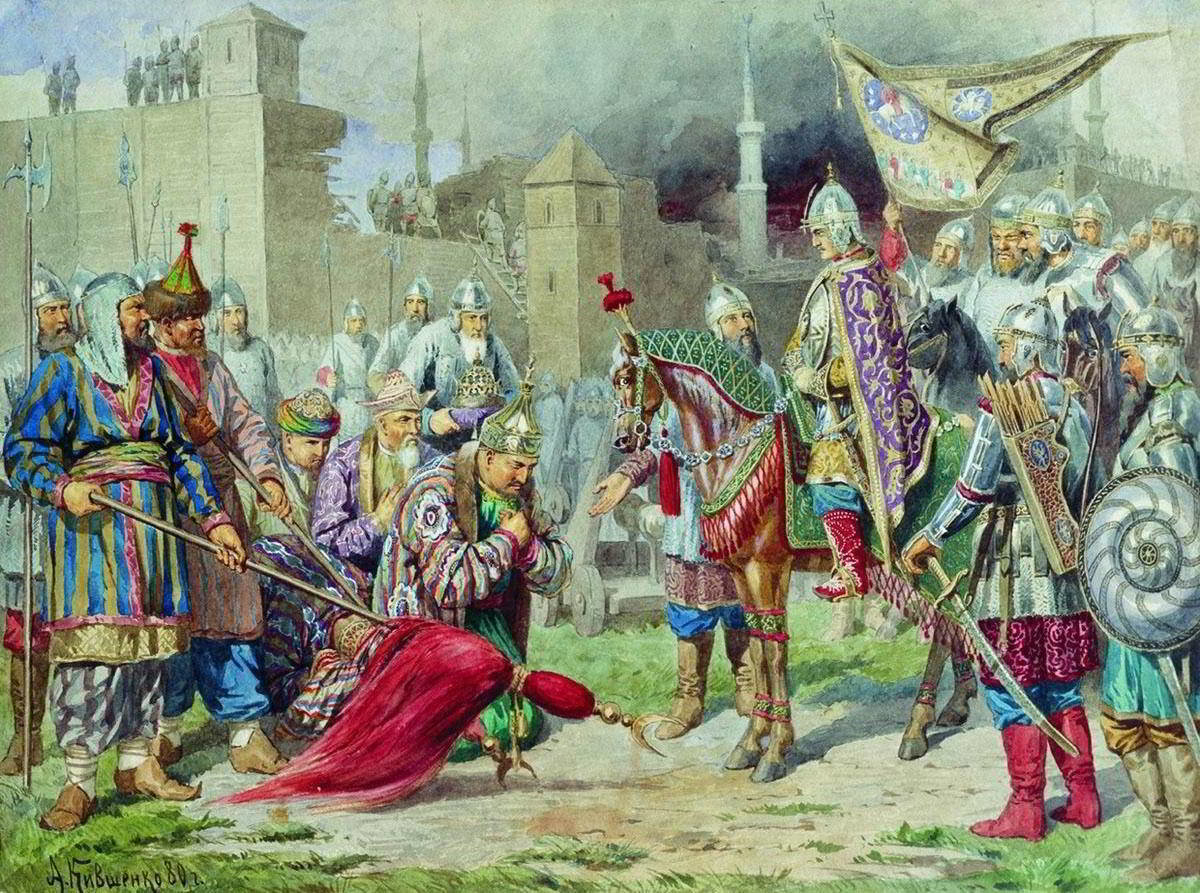
Худож. А. Д. Кившенко. Взятие Казани

После этого русские без особых помех вели обстрел города и занимались осадными работами. 1 октября, когда всё было готово к штурму, в Казань был направлен парламентёр с предложением сдаться. Казанцы отказались. Утром 2 октября два мощных взрыва разрушили стены. Колонны штурмующих ворвались в город. Татары защищались отчаянно. Продвинувшись в город, часть русских бросилась мародёрствовать. Заметив это, татары перешли в наступление. В некоторых местах среди штурмующих стала возникать паника. Увидев это, русское командование ввело в бой новые войска, приказав убивать мародёров и паникёров на месте. Дисциплина была восстановлена, штурм продолжался. Жаркий бой произошёл у мечети, где погибли все её защитники во главе с сейидом Кул Шарифом.
Последний бой был на ханском дворе, где взяли в плен хана Едигера и его родственников. Весь город был завален трупами. Небольшая часть защитников города сумела прорваться через русские ряды, перейти через Казанку и спастись от преследования.
12 октября 1552 года русское войско выступило обратно в Москву. Наместником Казани остался князь А. Б. Горбатый-Шуйский. За пределами Казани сопротивление продолжалось ещё несколько лет, но это уже не могло ничего изменить.

## Историческое значение

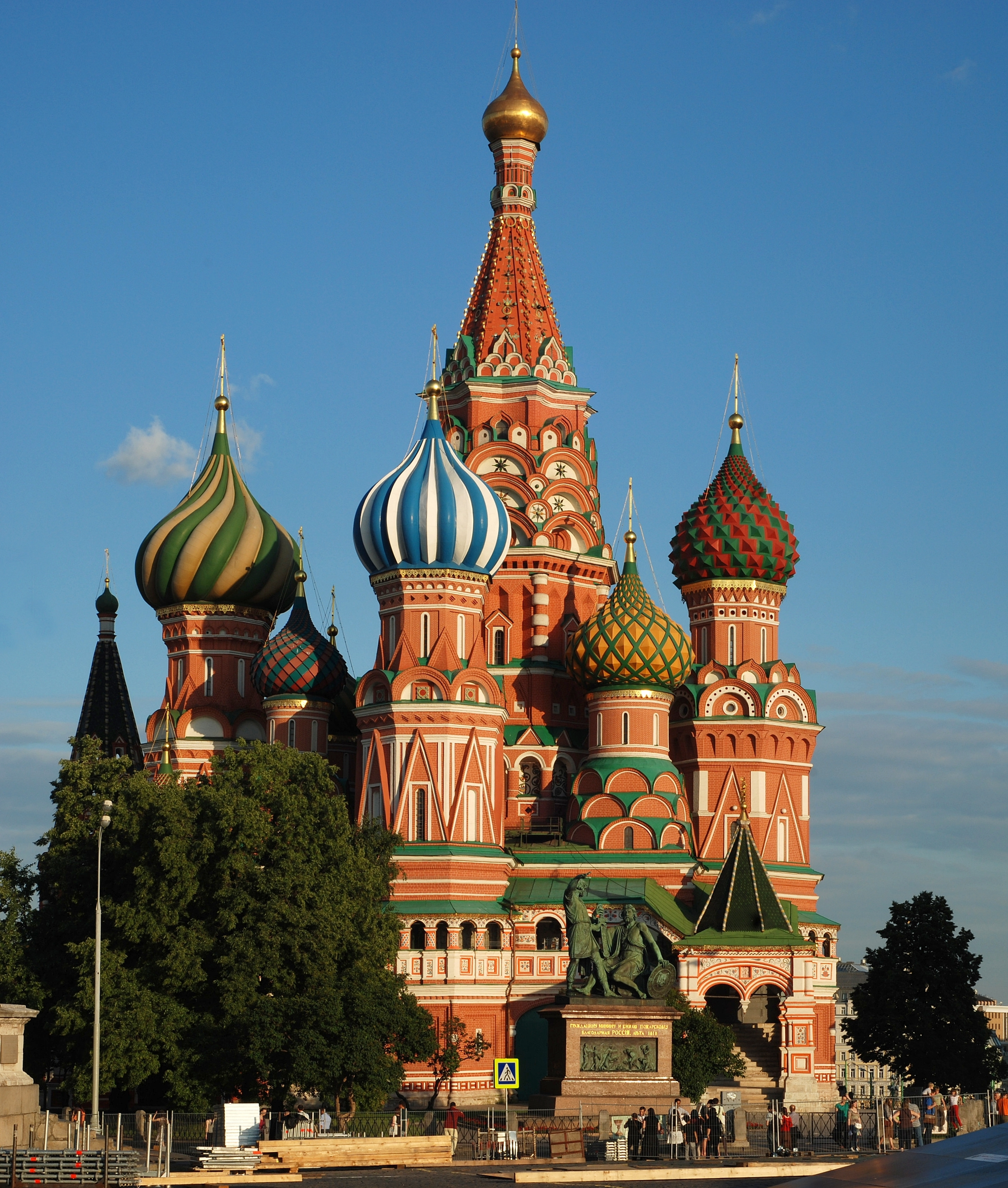
Храм Василия Блаженного на Красной площади в Москве. Построен по указанию Ивана Грозного в честь взятия Казани

Завоевание Казанского ханства оказало большое влияние на историю России. Уже в 1556 году к России была присоединена Астрахань, в результате чего под контроль Русского государства перешёл Волжский торговый путь. Прекратилась работорговля, на Волге появились новые города и селения. Во второй половине XVI века русские начали заселять Дикое поле, Поволжье и Западную Сибирь, началось массовое строительство городов. Земли, ещё недавно бывшие пограничными, стали глубоким тылом и могли развиваться без военных столкновений. Русский историк XIX века Сергей Соловьев так описывает эти события: „пала Казань, и вся Волга стала рекою Московского государства; завоевание Астрахани было скорым, неминуемым следствием завоевания Казани. Мы видели, что до сих пор колонизация русская брала северо-восточное направление: юго-восточная часть великой равнины не была ей доступна по причине господства здесь кочевых орд; но с падением Казани, т. е. со взятием всей Волги во владение Московским государством, русские поселения получили возможность распространяться и на юго-восток, в богатые страны, орошаемые западными притоками Волги и восточными – Дона“.
Современники сопоставили казанский поход 1552 года с военными победами ветхозаветных пророков над язычниками, с Куликовской битвой и стоянием на Угре. Завоевание Казани сравнивалось с важнейшими событиями всемирной истории: с вавилонским покорением Иерусалима и падением Константинополя в 1453 году. Аналогичные сюжеты содержатся в памятниках живописи, посвященных завоеванию Казани. Взятие Казани в сознании русских книжников знаменовало избавление от многовековой татарской угрозы, торжество православия и обретение царства – начало нового этапа русской государственности. 
Основным массивом источников по отношениям Русского государства и Казанского ханства являются русские летописи, в особенности такие как Казанская история и Лицевой летописный свод XVI века. До нашего времени сохранилось очень мало собственно казанских исторических источников, в связи с тем, что погибли основные источники — государственные архивы Казанского ханства. В российской историографии сложилось два подхода к история русско-казанского противостояния. Первая концепция широко распространена в официальной российской и советской историографии, и утверждает, что завоевание Казани и Поволжья Русским царством было
вызвано необходимостью обезопасить свои границы от татарских вторжений, разорявших русские земли, а само завоевание имело прогрессивный характер. Вторая сложилась в татарской историографии во второй половине XIX века и распространилась в раннесоветской марксистской историографии 1920-х годов, и либеральной историографии 1990-х годов, утверждая мысль о захватнической внешней политике Русского царства и колониальном характере порабощения народов Поволжья. 
Государственническая концепция начала формироваться ещё в XVI веке, сразу после завоевания Казани, и окончательно сформировалась в конце XIX века в трудах С. М. Соловьева, Н. М. Костомарова и С. Ф. Платонова. В своей работе «Лекции по русской истории» Платонов писал: „Казанская татарская орда задерживала колонизационное движение Руси на восток; а набеги татар и прочих «язык» на русские поселения страшно вредили им, разоряя хозяйства и уводя в «полон» много русских людей. Казань была хронической язвой московской жизни, и потому ее взятие стало народным торжеством, воспетым народной песней“.
Вторая концепция сформировалась в советской историографии послереволюционного периода в рамках «школы Покровского». Представители второй концепции считали, что русских историков история Казанского ханства интересовала лишь как материал для изучения продвижения русского племени на восток. При этом они преимущественно уделяли внимание последнему моменту борьбы — завоеванию края, в особенности — победоносной осаде Казани, но оставили почти без внимания те постепенные стадии, через которые проходил процесс поглощения одного государства другим. По мнению историка М. Г. Худякова, общим недостатком русской дореволюционной исторической концепции является тенденциозность, отводящая Казанскому ханству пассивную роль и проникнутая сильной патриотической позицией, которая доводит изложение фактов до карикатурного искажения.